# Панасюк Віталій Валентинович
Віта́лій Валенти́нович Панасю́к — український військовослужбовець, полковник Збройних сил України, учасник російсько-української війни. Кавалер ордена «За мужність» III ступеня (2022).

## Життєпис
З травня 2020 року по жовтень 2020 року, командир 12-ї окремої бригади армійської авіації.
Станом на 2020 рік командир 18-ї окремої бригада армійської авіації.

## Військові звання
- полковник.

## Нагороди
- орден «За мужність» III ступеня (9 квітня 2022) — за особисту мужність і самовіддані дії, виявлені у захисті державного суверенітету та територіальної цілісності України, вірність військовій присязі[2].